# Гокон I (король Норвегії)
Го́кон I До́брий (норв. Håkon den gode, 920—961) — король Норвегії від 934 до 961 року. Походив з династії Інглінгів.

## Життєпис
Був сином Гаральда I. Замолоду жив в Англії, згідно з угодою між Гаральдом I та Етельстаном, королем Англії. Тут Гокон здобув освіту й прийняв християнство. Після смерті батька владу в Норвегії захопив зведений брат Гокона — Ейрік I Кривава Сокира. Незабаром останній викликав загальне невдоволення. Тінги (збори) різних частин Норвегії звернулися до Гокона, щоб він зайняв норвезький трон. Тоді Гокон спорядив військо й рушив у Норвегію. Кінець-кінцем Ейрік був розбитий та втік на Британські острови. Гокон став новим королем Норвегії. Деякий час сини Ейріка намагалися скинути нового короля, але зазнали невдачі.
Для здобуття загальної підтримки Гокон I задовольнив різні вимоги тінґів, а також не сильно утискав народ. За це він отримав прізвисько «Добрий». За цього короля в країні зміцнився правопорядок, почали регулярно збиратися тінґи земель. Вони надавали різну допомогу Гокону I, що дозволило йому зміцнити обороноздатність країни. Водночас він підпорядкував народ своїй владі. Окрім цього Гокон значно збільшив свою військову дружину.
Іншим завданням Гокона було впровадження християнства в Норвегії, але тут він зазнав невдачі. Більшість станів виступила на підтримку поганських богів та звичаїв. Унаслідок цього авторитет короля похитнувся. Скориставшись цим, Гаральд Сірий Плащ, син Ейріка I, вдерся в Норвегію й у битві при Фітьярі завдав рішучої поразки Гокону I, який під час битви був смертельно поранений.